# Spathius petrinus
Spathius petrinus är en stekelart som först beskrevs av Samuel Hubbard Scudder 1877.  Spathius petrinus ingår i släktet Spathius och familjen bracksteklar. Inga underarter finns listade i Catalogue of Life.